# Anton Cajetan Adlgasser
Anton Cajetan Adlgasser, ook wel Adelgasser (Inzel bei Traunstein, 1 oktober 1729 - Salzburg, 22 december 1777) was een Oostenrijks componist, organist en kerkmusicus.
Adlgasser ontving zijn muzikantenopleiding grotendeels van Johann Ernst Eberlin, wiens schoonzoon hij ook werd na een huwelijk met Maria Josepha Katharina Eberlin. Hij werkte vanaf 1750 als Dom-organist in Salzburg, waar hij in 1754 ook Eberlin als hofcomponist opvolgde. In 1777 stierf hij aan een hartaanval tijdens het orgelspel.

## Composities
Adlgasser schreef vele werken, waaronder
- Opera's, zangspelen en toneelmuziekwerken
  - Christus am Ölberg, Schooldrama. Première: 31 maart 1754 Salzburg, Universiteitstheater
  - Die wirkende Gnade Gottes, Geestelijk zangspel in in 3 aktess. Première: April 1756 Salzburg, universiteitstheater
  - Via viri in adolescentia, schooldrama. Première: 1762 Salzburg, universiteitstheater
  - Israel et Albertus, schooldrama. Première: 1762 Salzburg, universiteitstheater
  - Samuel und Heli, schooldrama. Première: 1763 Salzburg, universiteitstheater
  - Ochus regnans, schooldrama. Première: juni 1763 Salzburg, universiteitstheater
  - Bela, schooldrama. Première: 11 juni 1763 Salzburg, universiteitstheater
  - David und Jonathan, schooldrama. Première: 1763 Salzburg, universiteitstheater
  - Jechorias und Evilmerodach, schooldrama. Première: 1765 Salzburg, universiteitstheater
  - Anysis, schooldrama. Première: 30 augustus 1765 Salzburg, universiteitstheater
  - Iphigenia mactata, schooldrama. Première: 1765 Salzburg, universiteitstheater
  - La Ninetti, Opera seria in 3 aktes. Libretto: Pietro Metastasio. Première: 7 april 1766 Salzburg, Residenztheater
  - Hannibal capuanae urbis hospes, schooldrama. Fragment. 1767
  - Die Schuldigkeit des ersten und führnemsten Gebottes, geestelijk zangspel in 3 delen. samen met: Wolfgang Amadeus Mozart (1e deel) + Johann Michael Haydn (2e deel). Libretto: Ignatz Anton von Weiser. Première: 26 maart 1767 Salzburg, universiteitstheater, Rittersaal
  - Abraham und Isaak, schooldrama. Première: 1768 Salzburg, universiteitstheater
  - Der Kampf der Busse und Bekehrung, geestelijk zangspel in in 3 aktes, samen met: Johann Michael Haydn + D. Westermeyer. Libretto: Johann Heinrich Drümel. Première: 1768 Salzburg, universiteitstheater
  - Philemon und Baucis, schooldrama. Première: 1768 Salzburg, universiteitstheater
  - Clementia Theodosii, schooldrama. Première: 1768 Salzburg, universiteitstheater
  - Des Kaiser Constantin I. Feldzug und Sieg, geestelijk zangspel in 3 aktes. samen met: Johann Michael Haydn + J.G. Scheicher. Libretto: Johann Heinrich Drümel. Première: 1769 Salzburg, universiteitstheater
  - Synnorix und Camna, schooldrama. Première: 1969 Salzburg, universiteitstheater
  - Drei Beispiele wahrhafter Busse, geestelijk zangspel in in 3 aktes. (Titel der afzonderlijke akte: 1. Die gereinigte Magdalena, 2. Der reumüthige Petrus, 3. Der veränderte Joseph von Arimathea). samen met: Johann Michael Haydn (2.Akt) + Joseph Griner (3.Akt). Libretto: Florian Reichsiegel. Première: 3 april 1770 Salzburg, universiteitstheater
  - Die Menschliche Wanderschaft, geestelijk zangspel in 3 aktes. (Titel der afzonderlijke aktes: 1. Der laue Christ, 2. Der büssende Sünder, 3. Der sterbende Fromme). samen met: Johann Michael Haydn (2.Akt) + Joseph Griner (3.Akt). Libretto: Johann Andreas Schachtner. Première: 7 maart 1771 Salzburg, universiteitstheater
  - Pietas in hospitem, schooldrama. Première: 1772 Salzburg, universiteitstheater
  - Pietas in Deum, schooldrama. Première: 1772 Salzburg, universiteitstheater
  - Amyntas, schooldrama. Première: ? Salzburg, universiteitstheater
  - Esther, geestelijk zangspel. Première: ? Salzburg, universiteitstheater
  - Mercurius, schooldrama. Première: ? Salzburg, universiteitstheater

- Cantate Der Mensch, die Schwachheit und die Gnade (1744)
- Requiem in C (1750)